# Tombach (Gemeinde Sankt Martin im Sulmtal)
Die Katastralgemeinde Tombach ist ein Teil der Gemeinde Sankt Martin im Sulmtal im Bezirk Deutschlandsberg, Steiermark. Tombach liegt im Südosten der Gemeinde und ist mit 325 Einwohnern (Stand 1. Jänner 2024) nach Sulb die zweitbevölkerungsreichste Ortschaft der Gemeinde.